# Li Qi (car)
Li Qi (李期) (314. – 338.), kurtoazno ime Shiyun (世運), posmrtno ime Vojvoda You od Qiongdua (邛都幽公), bio je car kineske/Ba-Di države Cheng Han.  Bio je četvrti sin Liu Xionga, osnivača države. Prijestolje je 334. preuzeo 335. nakon što je njegov brat Li Yue (李越), nedugo nakon očeve smrti ubio Liu Xiongovog nasljednika Li Bana. Njegovu vladavinu je obilježilo nepovjerenje prema podanicima, uključujući i utjecajnog rođaka i vojnog zapovjednika Li Shoua, princa od Hana. Godine 338. Li Shou je iz tog razloga organizirao prevrat u kome je Li Qi svrgnut i degradiran na razinu vojvode. Li Qi je nakon toga u očaju izvršio samoubojstvo. Li Shou se proglasio carem i dotadašnje ime države "Cheng" promijenio u "Han"; usprkos toga povjesničari je smatraju jednom te istom državom.